# Брынзены (Глодянский район)
Брынзены (рум. Brînzeni, Брынзень) — село в Глодянском районе Молдавии. Наряду с сёлами Каменка, Бутешты и Молешты входит в состав коммуны Каменка.

## География
Село расположено на высоте 100 метров над уровнем моря.

## Население
По данным переписи населения 2004 года, в селе Брынзень проживает 371 человек (182 мужчины, 189 женщин).
Этнический состав села:
| Национальность | Число жителей | Процентный состав |
| -------------- | ------------- | ----------------- |
| молдаване      | 354           | 95.42             |
| румыны         | 9             | 2.43              |
| русские        | 5             | 1.35              |
| украинцы       | 2             | 0.54              |
| прочие         | 1             | 0.27              |
| Всего          | 371           | 100%              |